# Yuxarı Zeynəddin
Yuxarı Zeynəddin è un comune dell'Azerbaigian situato nel distretto di Ağdaş.